# Làser Nd:YAG
El làser Nd:YAG, o més específicament làser de granat d'itri i alumini dopat amb neodimi, és un tipus de làser d'estat sòlid que utilitza com a medi actiu un cristall de granat d'itri i alumini (Y₃Al₅O₁₂), en el qual s'acostuma a substituir un 1% en pes de l'itri per àtoms de neodimi triplement ionitzat (Nd3+). El primer làser Nd:YAG fou construït el 1964 als laboratoris Bell pe J. E. Geusic i col·laboradors.